# The Logic of Collective Action
The Logic of Collective Action: Public Goods and the Theory of Groups är en bok av Mancur Olson, som först publicerades 1965. Den utvecklar en teori i politisk ekonomi som handlar om koncentration av fördelar mot diffusa kostnader. Boken utmanade två rådande föreställningar:
- om alla medlemmar i en grupp har gemensamma intressen eller mål, så kommer de att handla gemensamt för att uppnå dessa
- i en demokrati, så är det största problemet att majoriteten utnyttjar minoriteten

Boken argumenterar för att individer i alla grupper som försöker sig på kollektivt handlande har motiv att bli fripassagerare på de andras bekostnad, om gruppen försöker skapa gemensamma nyttor. Det enda undantaget från detta är grupper som enbart belönar de som aktivt deltar i det gemensamma arbetet. Gemensamma nyttor är varor som för det första inte går att exkludera; det vill säga en individ kan inte hindra andra från att ta del av varan. Dessutom är sådana varor icke-rivaliserande; det vill säga en individs konsumtion av varan påverkar inte andras möjligheter till konsumtion samma vara. Till följd av dessa fripassagerare blir kollektivt handlande osannolikt även i stora grupper av människor med gemensamma intressen. I varje fall om det saknas selektiva incitament för att motivera individerna. 
Olson beskriver även hur stora grupper möter relativt höga kostnader när de försöker organisera sig för kollektivt handlande, medan mindre grupper möter relativt låga kostnader. Individer i stora grupper har relativt lite att vinna per person vid framgångsrikt gemensamt handlande. Samtidigt har individer i mindre grupper relativt sett mycket att vinna per person. Konsekvensen av detta är att incitamenten till kollektivt handlande avtar medan gruppen växer i storlek. Större grupper får svårare att handla i sitt gemensamma intresse jämfört med mindre grupper.
Boken diskuterar flera exempel på organisatoriska situationer där problem med kollektivt handlande är svåra att överkomma. En sådan situation är fackföreningar. Olson nämner även sin teoris förhållande till viss Marxistisk teori som kommer till liknande slutsatser, men som Olson trots detta avfärdar.
Boken avslutas med konklusionen att det kan uppstå situationer där minoritetsgrupper - där alla deltagare har mycket att vinna per individ - kommer att dominera eller utnyttja majoriteten. 